# 기니비사우-스웨덴 관계
기니비사우와 스웨덴의 관계는 기니비사우와 스웨덴의 양자 외교관계다. 주포르투갈 스웨덴 대사는 기니비사우로 임명돼 있는 기니비사우는 브뤼셀 대사관에서 스웨덴으로 인정받아 스톡홀름에 명예영사관을 유지하고 있다.

## 식민지시대와 해방 전쟁
스웨덴과 후에 기니비사우의 독립국이 된 지역과의 접촉은 1960년대 후반까지 미미했다. 스웨덴과 포르투갈의 무역관계는 1960년 EFTA 가입 이후 급속히 확대됐지만 스웨덴과 포르투갈의 아프리카 무역관계는 거의 없었다. 1950년 포르투갈 서아프리카(스웨덴 통계로는 포르투갈 기니, 케이프베르데, 상투메, 프린체, 앙골라 포함)로부터의 수입은 스웨덴 수입액(230만 스웨덴 크로나)의 고작 0.04%에 불과했다. 포르투갈 서아프리카로의 수출은 그해 스웨덴 전체 수출의 0.03%(180만 크로나)를 차지했다. 이들 지역으로부터의 수입은 1960년까지 0.03% 내외에 머무른 반면 스웨덴의 수출은 소폭 증가했다(전체의 0.08%).
스웨덴 정부와 포괄적 협력계획을 수립한 최초의 아프리카 해방운동은 아프리카 기니 카보베르데(PAIGC)다. 1960년대 초 PAIGC와 스웨덴 간의 첫 문서화된 접촉은 Amülcar Cabral이 스웨덴 언론인 Anders Ehnmark에게 기니비사우에서의 석방투쟁을 지원하기 위한 소를 요청하면서 일어났다(Ehnmark의 앙골라 난민을 위한 종이 Expressen의 연대운동 이후).1967년경 피에르 숄리 스웨덴 사회민주당 국제서기가 포르투갈을 방문했다. 귀국 후 그는 PAIGC를 지지할 것을 당에 요구하였다. 1960년대 후반부터 두 당은 유대 관계를 발전시켰다
1967년 1월 스웨덴 공산당 의원단(라스 베르너 포함)이 모잠비크 해방운동 프레리모에 대한 스웨덴 지원을 요구하는 동의를 제출했으나 외무상임위원회에서 부결됐다. 1년 뒤 공산당도 같은 요망서(CH 헤르만손 서명)를 내고 스웨덴이 CONCP(PAIGC 포함)를 통해 아프리카에 포르투갈 식민지의 해방운동을 지원할 것을 요구했다. 이 동의도 부결되었다. 1968년 겨울 카브라르는 스웨덴을 방문했는데(사민당의 초청으로) 이는 수많은 방문 중 처음이다. 이 방문 중에 그는 허먼슨과도 만났다.
당시 PAIGC는 스웨덴에 거주하는오네스코 실리바티 대표가있었습니다. 실리바티는 1972년 11월까지이 기능을 수행했다.
1968년 11월 스웨덴 정부는 유엔 총회 결의 2395를 지지하고 아프리카의 포르투갈 식민지에 자치를 요구하기로 결정했다. 또 라이베리아 주재 스웨덴 대사(올로프 리파)가 코나크리를 방문해 기니 정부가 기니 코나크리를 통해 PAIGC가 개최하는 지역에 스웨덴을 공식 지원하는 것을 반대하지 않는다는 확약을 요구했다.
그러나 1969년 공산당의원들은 아프리카의 포르투갈 영토에서 일어난 반식민지 운동에 대해 스웨덴의 공식 지원을 요청했을 뿐만 아니라 그들의 사민당, 중앙당, 그리고 국민의당 동료들도 지원을 요청했다. 1969년 5월, 아프리카에 있는 포르투갈 식민지들의 반식민지 운동에 대한 스웨덴의 지지가 결정되었다. 따라서 스웨덴은 이들 단체에 공식적인 지원을 한 최초의 서구 국가가 되었다. 그러나, 스웨덴 좌파와 연대 운동은 PAIGC의 무장 투쟁에 '조건 없는 지원'을 요구했지만, 공식적인 스웨덴 지원은 비군사적인 활동에 국한되었다. 우파인 중도당은 반식민지 운동에 대한 스웨덴의 지원에 반대하는 유일한 의회 세력이었다.
1960년대 후반까지 PAIGC가 국토의 대부분을 지배하고 이들 분야에서의 사회서비스, 건강관리, 교육 발전을 위해 해외로부터의 지원을 요구한 것이 스웨덴 정부에 의한 PAIGC 지원 개시 결정의 열쇠가 되었다. PAIGC는 1969년 중반부터 1975년 중반까지 스웨덴 정부로부터 4520만 스웨덴 크로나의 지원을 받았는데, 이는 이 기간 스웨덴의 아프리카 해방운동 지원의 3분의 2에 해당한다. 스웨덴은 해방전쟁 후기 비군사 물자의 가장 중요한 기증자였던 스웨덴과 소련 사이에는 사실상 비군사적 분업체제가 있었고 PAIGC에는 스웨덴이 비군사적 헌금을 했으며 소련이 무력투쟁의 무기를 제공했다.
PAIGC에 대한 스웨덴의 입장에 따라 다른 서방국가도 같은 입장을 취할 수 있게 되었다. 1972년 노르웨이는 NATO의 반열에 올라 (북대서양조약기구(PAIGC)에 대한 공식 지원을 시작) 북대서양조약기구(NATO) 회원국이 되었다.
카벌 자신도, 스웨덴과 기니의 협력 프로젝트의 설계와 폴로 업에 크게 관여하고 있었다. 1973년 카브랄 살해 후 올로프 팔메는 PAIGC와 카브랄의 미망인에게 애도를 표했고 카브랄은 제3세계 최고 지도자 중 하나였다고 말했다.

## 독립 후
기니비사우는 1973년 9월 24일 독립을 선언받을 당시 PAIGC는 이 나라에 있는 포르투갈군과 아직 전쟁 중이었다. 스웨덴에서는 기니비사우를 승인하라는 좌익공산당과 아프리카 그룹의 연대운동이 스웨덴 정부에 요구했지만 정식 외교 승인은 1974년 8월 9일(포르투갈 카네이션 혁명 이후)까지 이뤄지지 않았다.
기니비사우 독립 이후 스웨덴의 기니비사우에 대한 개발원조를 중심으로 양국 경제관계가 집중됐다. 기니비사우의 독립이 승인된 후 서아프리카에서 유일하게 스웨덴의 개발원조 프로그램국으로 지정된 나라이다. 스웨덴의 개발원조는 1974년 중반부터 1995년 중반까지 25억 크로나(1995년 가격 수준)를 차지했다. 스웨덴은 기니비사우의 원조국 상위 3개국 중 하나였던 반면, 기니비사우에서 스웨덴으로의 수출은 1975년부터 1980년까지 기니에서 스웨덴으로의 수출의 정점은 1년간 27.5만 크로나였다.

## 같이 보기
- 기니 비사우의 대외 관계
- 스웨덴의 대외 관계
- 스웨덴 비사우-기니